# Saint-Jean-de-Thouars
Saint-Jean-de-Thouars és un municipi francès situat al departament de Deux-Sèvres i a la regió de la Nova Aquitània. L'any 2007 tenia 1.362 habitants.

## Demografia

### Població
El 2007 la població de fet de Saint-Jean-de-Thouars era de 1.362 persones. Hi havia 560 famílies de les quals 100 eren unipersonals (40 homes vivint sols i 60 dones vivint soles), 248 parelles sense fills, 184 parelles amb fills i 28 famílies monoparentals amb fills.
La població ha evolucionat segons el següent gràfic:
Habitants censats

### Habitatges
El 2007 hi havia 593 habitatges, 556 eren l'habitatge principal de la família, 9 eren segones residències i 28 estaven desocupats. 590 eren cases i 3 eren apartaments. Dels 556 habitatges principals, 454 estaven ocupats pels seus propietaris, 98 estaven llogats i ocupats pels llogaters i 4 estaven cedits a títol gratuït; 1 tenia una cambra, 9 en tenien dues, 69 en tenien tres, 165 en tenien quatre i 313 en tenien cinc o més. 465 habitatges disposaven pel capbaix d'una plaça de pàrquing. A 210 habitatges hi havia un automòbil i a 319 n'hi havia dos o més.

### Piràmide de població
La piràmide de població per edats i sexe el 2009 era:
| Homes | Edats   | Dones |
| ----- | ------- | ----- |
| 0     | 95 o +  | 0     |
| 0     | 90 a 94 | 0     |
| 12    | 85 a 89 | 4     |
| 12    | 80 a 84 | 12    |
| 20    | 75 a 79 | 24    |
| 20    | 70 a 74 | 24    |
| 36    | 65 a 69 | 28    |
| 52    | 60 a 64 | 44    |
| 40    | 55 a 59 | 24    |
| 40    | 50 a 54 | 60    |
| 72    | 45 a 49 | 68    |
| 28    | 40 a 44 | 48    |
| 56    | 35 a 39 | 56    |
| 32    | 30 a 34 | 32    |
| 48    | 25 a 29 | 44    |
| 36    | 20 a 24 | 24    |
| 40    | 15 a 19 | 36    |
| 52    | 10 a 14 | 44    |
| 40    | 5 a 9   | 40    |
| 40    | 0 a 4   | 28    |

## Economia
El 2007 la població en edat de treballar era de 882 persones, 635 eren actives i 247 eren inactives. De les 635 persones actives 599 estaven ocupades (309 homes i 290 dones) i 37 estaven aturades (16 homes i 21 dones). De les 247 persones inactives 115 estaven jubilades, 63 estaven estudiant i 69 estaven classificades com a «altres inactius».

### Ingressos
El 2009 a Saint-Jean-de-Thouars hi havia 562 unitats fiscals que integraven 1.383,5 persones, la mediana anual d'ingressos fiscals per persona era de 18.482 €.

### Activitats econòmiques
Dels 61 establiments que hi havia el 2007, 1 era d'una empresa alimentària, 1 d'una empresa de fabricació de material elèctric, 11 d'empreses de fabricació d'altres productes industrials, 10 d'empreses de construcció, 12 d'empreses de comerç i reparació d'automòbils, 3 d'empreses de transport, 2 d'empreses d'hostatgeria i restauració, 3 d'empreses financeres, 7 d'empreses immobiliàries, 4 d'empreses de serveis, 5 d'entitats de l'administració pública i 2 d'empreses classificades com a «altres activitats de serveis».
Dels 15 establiments de servei als particulars que hi havia el 2009, 4 eren tallers de reparació d'automòbils i de material agrícola, 2 paletes, 1 fusteria, 4 lampisteries, 1 electricista, 1 perruqueria, 1 veterinari i 1 restaurant.
Dels 4 establiments comercials que hi havia el 2009, 1 era un supermercat, 1 una fleca, 1 una botiga de mobles i 1 una botiga de material esportiu.
L'any 2000 a Saint-Jean-de-Thouars hi havia 11 explotacions agrícoles que ocupaven un total de 655 hectàrees.

## Equipaments sanitaris i escolars
L'únic equipament sanitari que hi havia el 2009 era una farmàcia.
El 2009 hi havia una escola elemental.

## Poblacions més properes
El següent diagrama mostra les poblacions més properes.